# Pandero quadrat

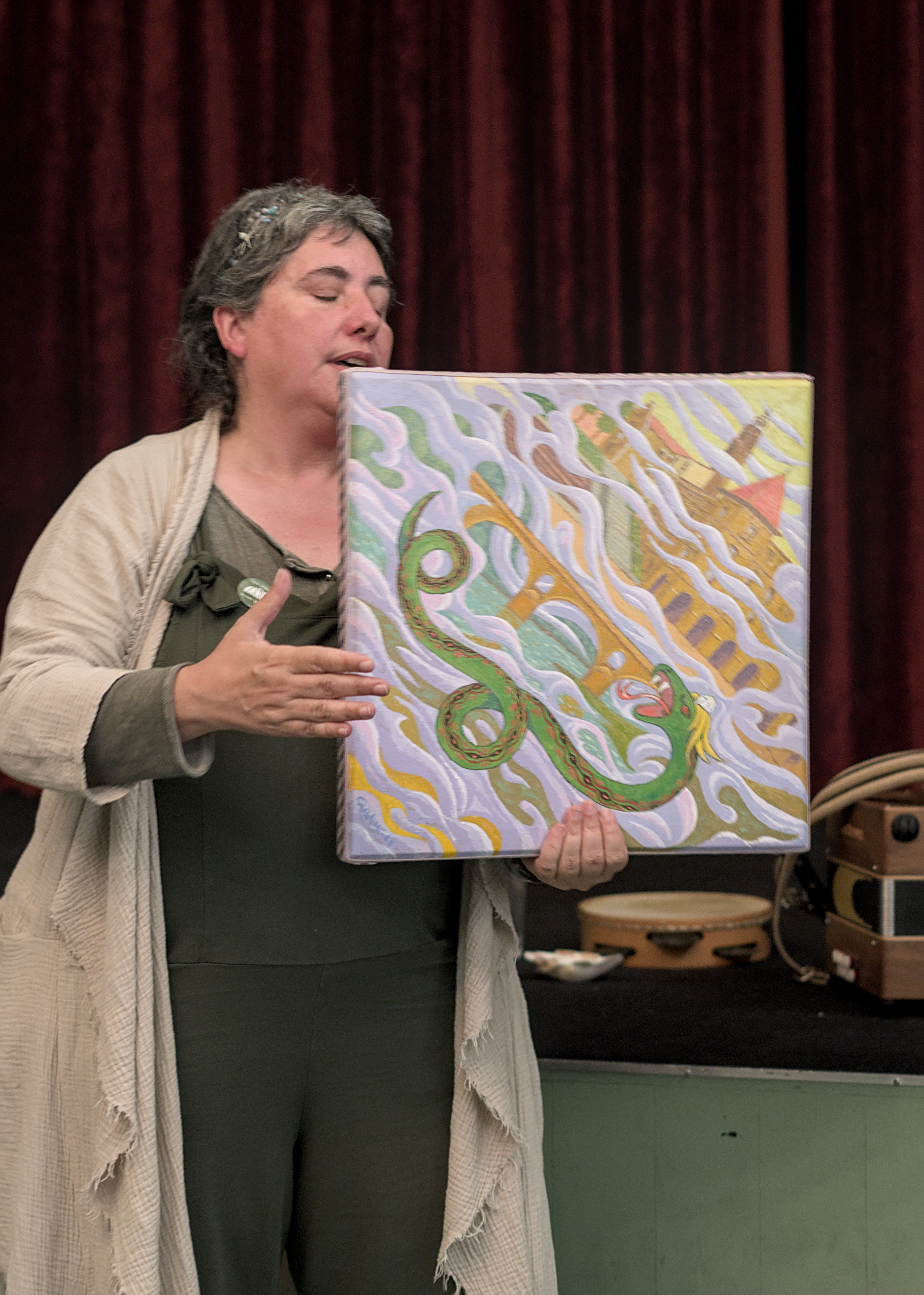
Immaculada Tubau tocant el pandero en el comiat del 40è Congrés Català d'Esperanto.

El pandero quadrat o alduf és un instrument de percussió propi d'algunes zones de la península Ibèrica, sobretot el nord-oest (Galícia, Portugal, Lleó, Astúries) i Catalunya. Consisteix en un marc de fusta cobert per una pell (generalment de cabra) tibada. A dins sol portar cordes tensades d'on pengen picarols, a més de cigrons o pedretes que fan soroll quan se sacseja. A Catalunya, aquest instrument s'aguanta amb una mà o, si és de grans dimensions, es recolza a la cintura, mentre es fa sonar picant-lo amb una o ambdues mans. A altres zones de la Península, sovint es toca amb una baqueta.

## A Catalunya
A Catalunya, el pandero quadrat era tocat tradicionalment per dones per a acompanyar les anomenades cançons de pandero, composicions lliures i improvisades.
El pandero anava associat sobretot amb les confraries de la Mare de Déu del Roser. Per recaptar diners per a la confraria i les seves activitats, les confrares assistien a grans àpats (casaments, batejos, etc.) i a l'hora de la sobretaula cantaven, a ritme del pandero, cançons improvisades amb lletres que lloaven els presents. Alhora, molts assistents oferien donacions a les confrares. A causa d'aquesta vinculació amb la Mare de Déu del Roser, a Catalunya molts panderos porten pintats una rosa a una cara i una imatge de la Mare de Déu a l'altra. Els panderos dedicats a aquest ús a Catalunya eren sovint de molt grans dimensions.